# Auguste Sempé
Auguste Sempé, né le 26 septembre 1897 et mort le 8 juillet 1983, est un homme politique français.

## Biographie
Mobilisé en 1939 au 173e Régiment Régional, rendu à la vie civile le 7 juillet 1940.
Mis dans la confidence par son ami politique Fernand Mauroux, il entre dans le premier mouvement clandestin de Résistance constitué dans le Gers fin 1940. Il désire alors se retirer de la Légion Française des Combattants qui l'a placé président communal en sa double qualité de maire et d'ancien combattant 1914-1918. Mais il en est dissuadé afin d'apporter à la Résistance des renseignements sur l'activité de cet organisme tout dévoué au Maréchal Pétain.
En novembre 1941, à proximité de sa ferme du "Basté", un terrain de parachutage est repéré, qui ne sera pas utilisé en raison d'arrestations opérées par la Surveillance du Territoire.
Il est l'homme sur qui la Résistance peut compter en toute occasion. Le 22 juin 1943 (lendemain de l'affaire de Calluire), il célèbre le mariage de Pierre Guillain de Bénouville, un des principaux responsables du mouvement "Combat", avec Georgette Thimonnier.
Il héberge, dans la même année, un autre responsable de "Combat", activement recherché par la Gestapo, Jules Pecheur, et à partir de février 1944, le chef départemental de la Résistance en personne, Ernest Vila, qui a décidé de se rapprocher d'Auch pour mieux diriger le mouvement.
Le 6 juin 1944, à l'annonce du débarquement en Normandie, tout le P.C. de la Résistance s'installe à la ferme du "Basté" où se rend le futur Préfet de la Libération, M. Dechriste. Il est l'organisateur de la première réunion (clandestine) du Comité de la Libération qui se tient le 8 août 1944 au château de "La Trouquette", dans la commune de Pessan.
À la Libération, il siège au CDL comme représentant du mouvement "Combat". Il fait partie de la Commission d’épuration et du Comité départemental de la Production agricole. Il entre dans le même temps au Conseil d'Administration de diverses organisations professionnelles agricoles.

## Détail des fonctions et des mandats
Mandat parlementaire
- 8 décembre 1946 - 7 novembre 1948 : Sénateur du Gers